# Aktion Doppeleiche
Die Aktion Doppeleiche war das Unterfangen der Militärregierung der britischen Besatzungszone und der Hamburger Behörden, einen Teil der im Laufe des Jahres 1945 in die Stadt Hamburg geströmten Flüchtlinge zwangsweise nach Schleswig-Holstein umzuquartieren. Die Aktion lief im September 1945 an und wurde zur Jahreswende 1945/1946 abgebrochen, weil die Aufnahmekapazität der vorgesehenen Landkreise erschöpft war. Bis dahin waren 8200 Personen nach Eiderstedt und Dithmarschen umquartiert worden. Der Name „Doppeleiche“ dürfte eine Anspielung auf die Doppeleiche als althergebrachtes Symbol für Schleswig und Holstein sein.

## Hintergrund
Im Laufe des Zweiten Weltkriegs wurde ein großer Teil der Wohngebäude in Hamburg zerstört und beschädigt, insbesondere durch gezielte großflächige Angriffe auf Wohngebiete durch die britische Luftwaffe. Die verheerendsten Angriffe dieser Art erfolgten im Juli und August 1943 unter dem Namen „Operation Gomorrha“ und führten neben zehntausenden Todesopfern dazu, dass 61 % des Wohnraums in Hamburg zerstört wurden und kurzfristig 900.000 Einwohner – über die Hälfte – die Stadt verließen. Als Reaktion wurde Hamburg zu einem „Brennpunkt des Wohnungsbedarfs“ erklärt, womit ein Zuzugsverbot über die Stadt verbunden war, das aber mit Ausnahmen versehen war und insbesondere für Rückkehrer nur eingeschränkt galt. Nachdem die Rote Armee im Oktober 1944 auf das Gebiet des Deutschen Reichs vordrang, flüchtete die betroffene Bevölkerung in großer Zahl in die westlichen Teile Deutschlands, darunter auch die britische Zone und Hamburg. Trotz der auch unter britischer Besatzung fortbestehenden Politik, den Zuzug von Personen nach Hamburg zu beschränken, stieg darum im Laufe des Jahres 1945 die Bevölkerungszahl stark an.
In Hamburg herrschte in den ersten Monaten nach Kriegsende Knappheit an Wohnraum, Nahrungsmitteln und Brennstoff. Die Militärregierung und die deutschen Behörden waren im Hinblick auf den kommenden Winter besorgt, die Flüchtlinge nicht ausreichend versorgen zu können. Nachdem sich die Rückkehr in die sowjetische Besatzungszone sich als unmöglich erwies, entschied sich die Militärregierung daher im September 1945, sie noch vor Wintereinbruch in ländliche Gebiete Schleswig-Holsteins umzuquartieren und sie dort auf Bauernhöfen und in Barackenlagern unterzubringen. Der von den Briten eingesetzte parteilose Bürgermeister Rudolf Petersen befürwortete das Vorhaben. Nach den ersten Plänen hätten davon 50.000 Personen betroffen sein sollen; wer für die Besatzungsmacht oder im Wiederaufbau tätig war, sollte in Hamburg bleiben dürfen.
In Schleswig-Holstein, wo ohnehin bereits viele Flüchtlinge und deutsche Kriegsgefangene untergebracht waren, begegnete die politische Führung dem Vorhaben mit Widerwillen. Die britische Militärregierung machte jedoch zunächst ihre Autorität geltend und gab dem Protest nicht statt.

## Durchführung
Zur Durchführung wurde eine Aufgabentrennung zwischen Briten und Deutschen festgelegt, nach der die Hamburger Behörden die Erfassung und Unterbringung der betroffenen Flüchtlinge in Hamburg zu organisieren hatten, während das 8. britische Armeekorps unter Evelyn Barker für die Unterbringung in den Aufnahmegebieten zuständig war. Die Hamburger Verwaltung bildete einen Umquartierungsstab unter Leitung des sozialdemokratischen Senators Heinrich Eisenbarth mit Vertretern der Polizei und zivilen Behörden. Eisenbarth war der Militärregierung vollkommen untergeordnet und wurde, im Gegensatz zu Bürgermeister Petersen, von den Briten auch nicht konsultiert.

### Erfassung des betroffenen Personenkreises
Die Erfassung der Flüchtlinge erfolgte noch im September. Alle in Hamburg befindlichen Personen, die seit dem 1. Januar 1945 in die Stadt gezogen waren, wurden mit Plakatanschlägen und über die Zeitungen aufgefordert, sich bei den Ausgabestellen für Lebensmittelkarten zu melden. Wer der Aufforderung nicht nachkam, dem wurden Strafen und die Verweigerung von Lebensmittelkarten angedroht.
Auf diese Weise wurden über 250.000 Personen erfasst, von denen sich jedoch der weitaus größte Teil als zurückgekehrte Hamburger erwies, die bereits vor dem 1. September 1939 einen Wohnsitz in Hamburg gehabt hatten. Diese wurden von der Aktion grundsätzlich ausgenommen. Lediglich ca. 43.000 Personen waren nach einer Zwischenbilanz im Oktober auswärtige Flüchtlinge. Von diesen wurde jedoch wiederum nur ein kleiner Teil tatsächlich zur Umquartierung herangezogen, da die deutschen Behörden eine sehr weitgehende Freistellungspraxis anwandten. Freigestellt waren Kranke und Gebrechliche, schwangere Frauen, alleinstehende Jugendliche unter 18 Jahren und Ausländer, bei denen es sich hauptsächlich um von den Nazis nach Hamburg verschleppte Zwangsarbeiter handelte. Weiterhin waren Studenten, selbständig Gewerbetreibende und Angehörige freier Berufe freigestellt sowie Arbeitnehmer, die einen Mangelberuf ausübten, einer vom Arbeitsamt genehmigten Tätigkeit nachgingen oder bei den Besatzungsbehörden beschäftigt waren. Insbesondere die berufsbezogenen Ausnahmeregeln gingen deutlich weiter als der ursprüngliche Plan, nur Beschäftigte vom Transport auszunehmen, die beim Besatzungsregime beschäftigt waren oder lebenswichtigen Tätigkeiten beim Wiederaufbau nachgingen. Zudem betraf die Freistellung auch die Familienangehörigen der freigestellten Personen, da Familien nicht auseinandergerissen werden durften. Auf diese Weise wurden nach der bereits erwähnten Bilanz ca. 83 % der Betroffenen freigestellt.

### Transport in die Aufnahmegebiete
Die zum Transport eingeteilten Flüchtlinge wurden in Sammellagern und Luftschutzbunkern untergebracht, die alle mehr oder weniger in der Nähe des Bahnhofs Altona lagen, und zwar Lager an der Bahrenfelder Straße und am Brahms-Eck (wohl an der früheren Brahmsstraße in Ottensen) und Bunker an der Barnerstraße, Missundestraße, Kleinen Marienstraße, Lammstraße und Arnoldstraße. In diesen Sammelstellen erhielten sie kalte und warme Verpflegung und wurden ärztlich untersucht und entlaust. Die Betroffenen sollten eigentlich nicht länger als einen Tag dort bleiben, bis sie abtransportiert wurden, blieben in der Praxis aber meistens länger, weil sie einerseits möglichst schnell aus ihren bisherigen Unterkünften geholt werden sollten, andererseits die Transporte sich verzögerten. Die humanitären Verhältnisse in den Bunkern waren prekär, boten aber immerhin besseren Schutz gegen die Unbilden des Winters als Nissenhütten.
Die Transporte erfolgten zwischen dem 1. Oktober und Ende November 1945 und verteilten sich auf die Ortschaften Heide, Lunden, St. Michaelisdonn, Meldorf, Tönning und Tating. Die zum Transport eingeteilten Menschen wurden von den Sammelstellen abgeholt und zum Bahnhof gebracht, von wo sie mit Sonderzügen der Reichsbahn unter Begleitung britischer Offiziere nach Holstein fuhren. Am Endbahnhof empfingen sie Vertreter der Landräte, die ihnen ihre neuen Unterkünfte zuweisen sollten. Die Unterbringung an den Zielorten war teilweise völlig unzureichend. Es mangelte an Brennstoff, Kleidern und Schuhen, Lebensmitteln, Medikamenten und vernünftigen Unterkünften; beispielsweise stellte Eisenbarth bei einer Inspektionsfahrt nach Lunden fest, dass dort 85 Flüchtlinge wochenlang in einem Massenlager auf Strohsäcken schliefen. (Immerhin konnte er diesen Missstand abstellen.) Aufgrund der schlechten Verhältnisse und teilweise auch, weil ihnen die zugewiesene Unterkunft verweigert wurde, kehrten zahlreiche Flüchtlinge wieder nach Hamburg zurück. Die Verbleibenden nahmen oft keine Arbeit auf und es kam zu Spannungen mit der einheimischen Bevölkerung.

### Misserfolg
Aufgrund der zahlreichen Freistellungen standen bereits wenige Tage nach Beginn der Transporte kaum noch Personen bereit, und ein Misserfolg der Aktion „Doppeleiche“ zeichnete sich ab. Bis 25. Oktober 1945 waren nur 5600 Personen evakuiert worden.
Die britische Führung, insbesondere der Hamburger Stadtkommandant Armytage, gelangte allerdings zunächst zu der Auffassung, die geringe Zahl der Umquartierten liege nicht an den Freistellungen, sondern daran, dass die Polizei die Aktion nicht rigoros genug durchsetzte. Erst im Laufe der Zeit änderte Armytage seine Befehle zur Freistellungspraxis, was jedoch aufgrund von Uneinigkeiten in der britischen Führung nicht umgesetzt wurde. Die Maßnahmen zur Durchsetzung der Umquartierung wurde verschärft; Arbeits- und Wohnungsamt wiesen betroffene Flüchtlinge direkt in die Sammellager ein.
Zum Jahreswechsel 1945/1946 wurde die Aktion aufgrund der Überbevölkerung Schleswig-Holsteins abgebrochen. Die dort auftretenden Probleme waren vergleichbar mit denen, die auch in Hamburg befürchtet worden waren, insbesondere mangelnde Ausstattung mit Öfen und Brennstoff.